# میدلتاون (مریلند)
میدلتاون (به انگلیسی: Middletown) شهری در ایالت مریلند کشور ایالات متحده آمریکا است که جمعیت آن در سرشماری سال ۲۰۱۰ میلادی، ۴٬۱۳۶ نفر بوده‌است.